# أكيكو واكاباياشي
أكيكو واكاباياشي (باليابانية: 若林映子) هي ممثلة يابانية، ولدت في 26 أغسطس 1941 في اليابان.

## أعمال

### أفلام
- (1967) أنت فقط تعيش مرتين[5]

## وصلات خارجية
- أكيكو واكاباياشي على موقع IMDb (الإنجليزية)
- أكيكو واكاباياشي على موقع ألو سيني (الفرنسية)
- أكيكو واكاباياشي على موقع أول موفي (الإنجليزية)
- أكيكو واكاباياشي على موقع قاعدة بيانات الفيلم (الإنجليزية)
- أكيكو واكاباياشي على موقع كينوبويسك (الروسية)